# Frota de Alto-Mar
A Frota de Alto-Mar (em alemão: Hochseeflotte) foi uma frota de batalha da Marinha Imperial Alemã que lutou durante a Primeira Guerra Mundial. Ela foi criada em fevereiro de 1907 quando a Frota Doméstica foi renomeada para Frota de Alto-Mar, porém seu desenvolvimento já vinha desde 1898. O almirante Alfred von Tirpitz foi o arquiteto da frota, concebendo-a como uma força poderosa o bastante para desafiar a predominância da Marinha Real Britânica. Tirpitz acreditava que a Alemanha poderia alcançar um equilíbrio de poder que desafiaria seriamente a hegemonia naval do Reino Unido ao concentrar uma frota de batalha poderosa no Mar do Norte, já que a Marinha Real necessitava espalhar suas forças ao redor do Império Britânico. Este era o cerne da "teoria de risco" de Tirpitz, que afirmava que os britânicos não desafiariam os alemães caso estes possuíssem uma frota que fosse uma ameaça significativa contra a sua.
O principal componente da Frota de Alto-Mar eram couraçados, normalmente organizados em esquadras de oito navios cada, porém ela também continha diversas outras formações. A frota ao ser criada em 1907 consistia de duas esquadras de couraçados, com uma terceira esquadra sendo adicionada em 1914. A revolução dos dreadnoughts em 1906 muito afetou a composição da frota, com todos os 24 pré-dreadnoughts que a formavam até então sendo considerados obsoletos e necessitando de substituição. Um número suficiente de couraçados dreadnought para duas esquadras foram completados até o início da Primeira Guerra em 1914, enquanto os oito pré-dreadnoughts mais modernos foram usados para formar a terceira esquadra. Duas esquadras adicionais de embarcações mais antigas foram mobilizadas no começo das hostilidades, porém até o final do conflito essas formações foram dissolvidas.
A frota realizou várias surtidas no Mar do Norte no decorrer da guerra com o objetivo de atrair uma parte da Grande Frota britânica numericamente superior. Estas operações frequentemente empregavam cruzadores de batalha do I Grupo de Patrulha para atacar a costa britânica como isca. Estas operações culminaram na Batalha da Jutlândia em 31 de junho e 1º de julho de 1916, em que a Frota de Alto-Mar confrontou toda a Grande Frota. O resultado foi inconclusivo, porém vários navios foram avariados. Ela continuou a realizar surtidas no Mar do Norte e destacar unidades para operações especiais no Mar Báltico contra a Frota do Báltico russa. Os Aliados internaram a maior parte da Frota de Alto-Mar em Scapa Flow depois da derrota alemã em novembro de 1918, porém as tripulações deliberadamente afundaram seus navios em junho de 1919, apenas uma semana antes da assinatura do Tratado de Versalhes.

## Criação

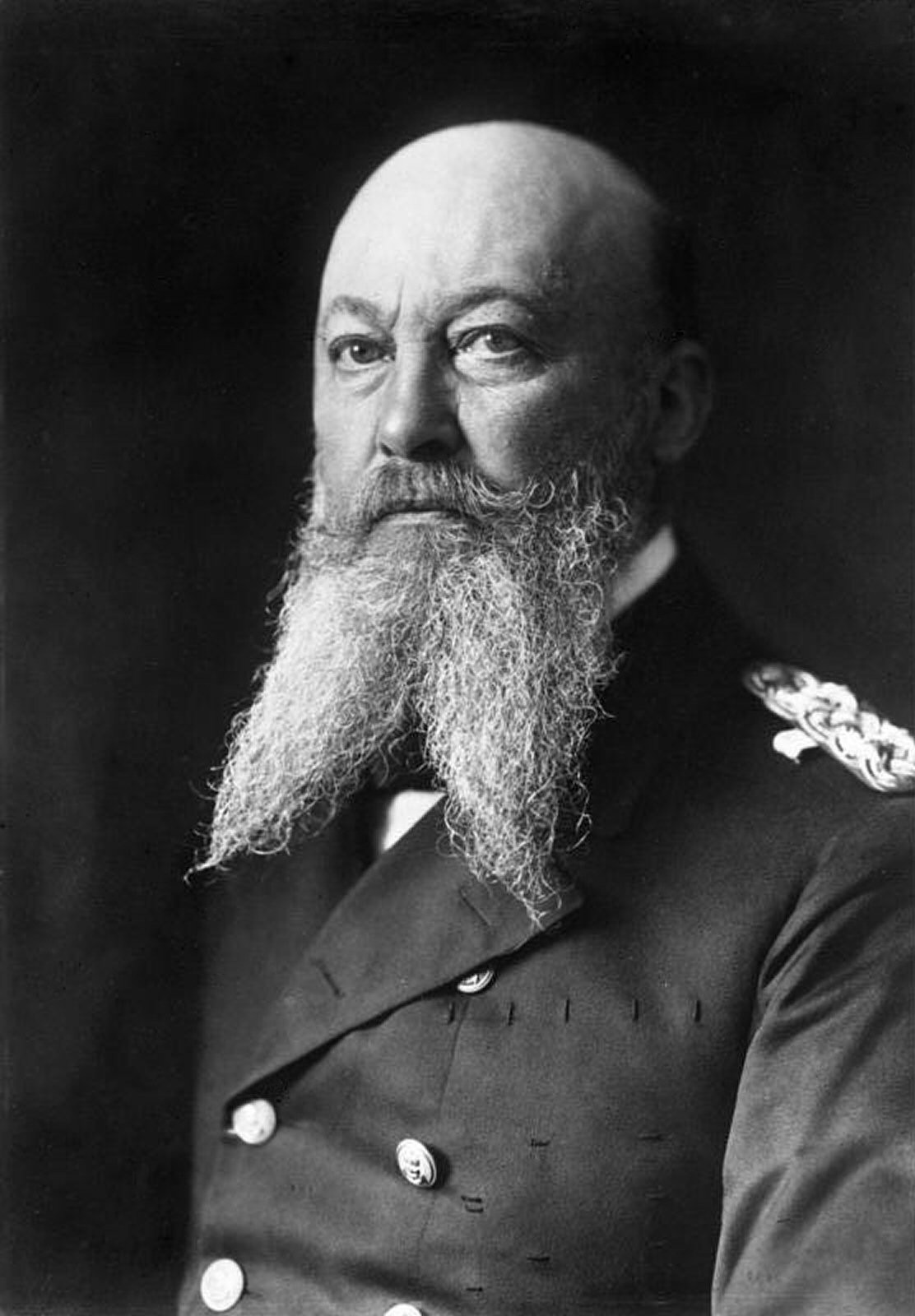
Alfred von Tirpitz, responsável pela expansão naval alemã.

O almirante Alfred von Tirpitz tornou-se em 1898 o Secretário de Estado do Escritório Imperial da Marinha. Ele era um apoiador fervoroso de uma expansão naval, chegando a afirmar em 6 de dezembro de 1897 durante um discurso em defesa da Primeira Lei Naval que a Marinha Imperial era "uma questão de sobrevivência" para o Império Alemão. Ele também enxergava o Reino Unido, com sua poderosa Marinha Real, como a maior ameaça a Alemanha. Tirpitz falou em uma conversa com o imperador Guilherme II durante seu primeiro mês no cargo que "para a Alemanha, o inimigo naval mais perigoso é a Inglaterra". O almirante teorizou que uma frota de ataque necessitaria de uma vantagem de 33 por cento em força para alcançar uma vitória, assim decidiu que uma proporção de 2:3 era necessária para a Marinha Imperial. Para um total final de sessenta couraçados alemães, os britânicos precisariam construir noventa para manter a proporção de 2:3 concebida por Tirpitz.
A Marinha Real tinha aderido desde 1889 ao chamado "padrão de duas potências", que exigia uma frota maior que das duas potências navais mais próximas combinadas. O cerne da "teoria de risco" de Tirpitz era que ao construir uma frota na proporção 2:3, a Alemanha assim seria forte o suficiente para que, mesmo em caso de uma vitória naval britânica, a Marinha Real sofreria danos sérios o bastante para permitir que a terceira maior potência naval crescesse em proeminência. Implícito nessa teoria era a presunção de que o Reino Unido adotaria uma estratégia ofensiva, algo que permitiria que a Alemanha usasse minas e submarinos para igualar as chances numéricas antes de uma batalha decisiva entre os dois países. Tirpitz acreditava que os alemães sairiam-se vitoriosos de um combate naval contra os britânicos, pois acreditava que seu país possuía navios com tripulações mais bem treinadas, táticas mais eficientes e era liderada por oficiais mais capacitados.
Tirpitz inicialmente concebeu uma frota de dezenove couraçados divididos em duas esquadras de oito embarcações, um como capitânia e dois na reserva. As esquadras foram subdivididas em duas divisões de quatro embarcações. Estas teriam o apoio dos navios de defesa de costa das classes Siegfried e Odin, seis cruzadores grandes e dezoito menores, além de doze divisões de torpedeiros, todos designados para a Frota Doméstica. Esta frota foi garantida pela Primeira Lei Naval, aprovada no Reichstag em 28 de março de 1898. A construção da frota deveria ser completada até 1º de abril de 1904. Tensões internacionais cada vez maiores, particularmente como resultado da Segunda Guerra dos Bôeres na África e do Levante dos Boxers na China, permitiram que Tirpitz ampliasse o plano. A Segunda Lei Naval foi aprovada em 14 de junho de 1900; ela dobrava o tamanho da frota para 38 couraçados, vinte cruzadores maiores e 38 menores. O almirante planejava uma ainda maior, tendo conversado já em setembro de 1899 com o imperador sobre seu desejo de ter pelo menos 45 couraçados, além de talvez conseguir uma terceira esquadra para um total de 48 couraçados.

### Corrida armamentista

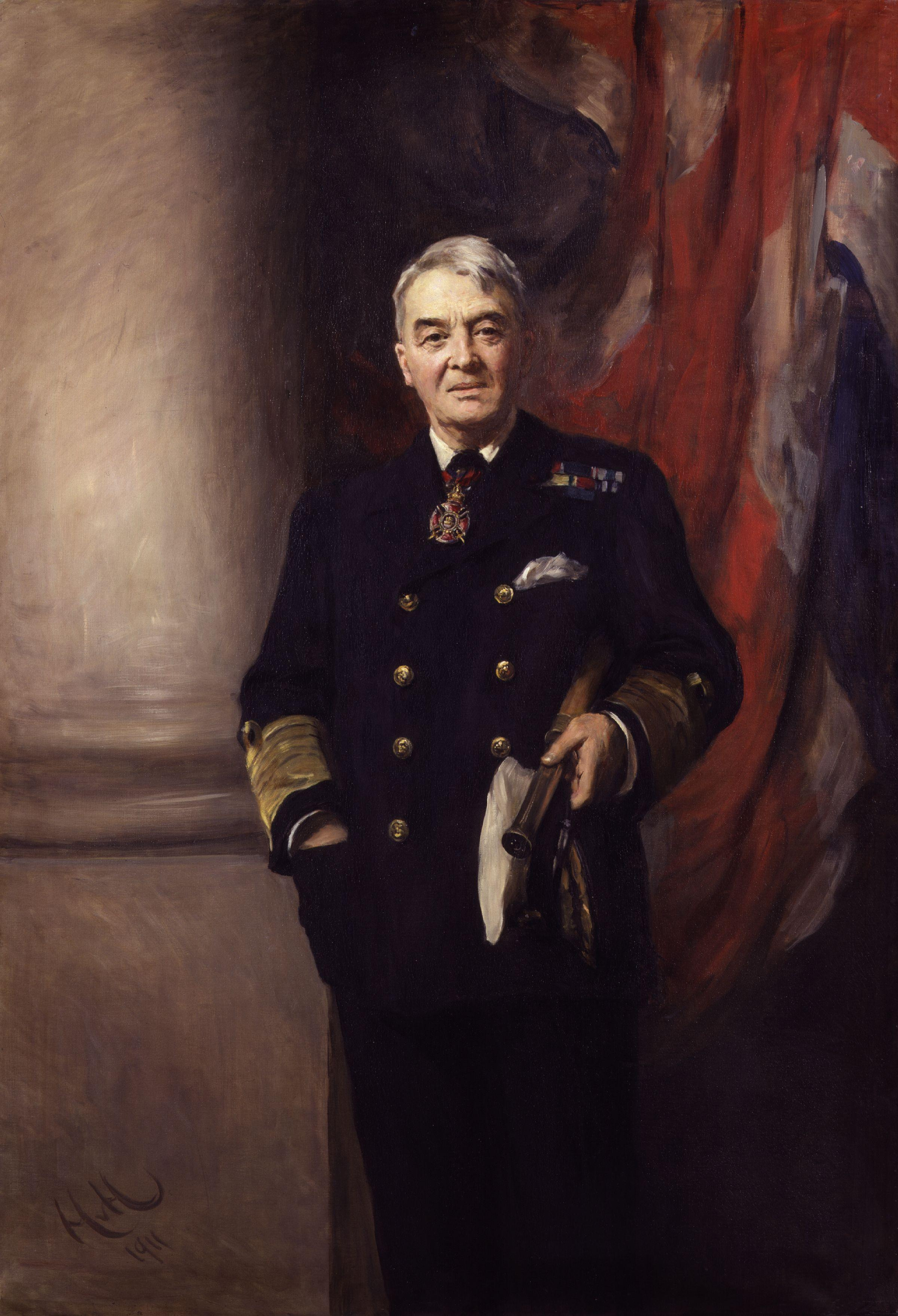
Sir John Fisher, responsável pelas reformas navais britânicas.

O Reino Unido não se sentiu particularmente ameaçado durante o período inicial da expansão naval alemã. Os Lordes Comissários do Almirantado acharam que as implicações da Segunda Lei Naval não eram significantemente mais perigosas do que a frota estabelecida pela Primeira Lei Naval; eles acreditavam que era mais importante focar na situação prática do que na especulação de programas futuros que poderiam facilmente serem reduzidos ou cancelados. Entretanto, partes do público britânico rapidamente perceberam a possível ameaça representada pelos programas de construção alemães. O Almirantado Britânico, apesar da reação desdenhosa, decidiu mesmo assim superar os couraçados da Marinha Imperial. O almirante sir John Fisher, que tornou-se em 1904 o Primeiro Lorde do Mar e chefe do Almirantado, apresentou uma série de amplas reformas com o objetivo de principalmente se opor à ameaça cada vez maior da frota alemã. Os programas de treinamento foram modernizados, navios velhos e obsoletos foram aposentados e as esquadras de couraçados espalhadas pelo mundo foram consolidadas em quatro frotas principais, três das quais ficavam na Europa. O Reino Unido também fez uma série de acordos diplomáticos, incluindo uma aliança com o Japão que permitiu uma maior concentração de embarcações britânicas no Mar do Norte.
As reformas de Fisher causaram problemas sérios para os planos de Tirpitz, que contava que as forças britânicas seriam dispersadas cedo em um conflito, assim permitindo que a frota alemã menor e mais concentrada pudesse alcançar superioridade local. Ele também não podia depender do nível mais elevado de treinamento de oficiais e marinheiros alemães, nem mesmo na superioridade das esquadras mais modernas e homogêneas da Marinha Imperial sobre a frota heterogênea da Marinha Real. O Reino Unido assinou em 1904 a Entente Cordiale com a França, seu principal adversário naval. A destruição de duas frotas da Marinha Imperial Russa na Guerra Russo-Japonesa em 1905 fortaleceu a posição britânica ainda mais, pois removeu seu segundo rival no mar. Estes desenvolvimentos permitiram que o Reino Unido abandonasse o "padrão de duas potências" e se focasse apenas em superar a Alemanha. Fisher afirmou em outubro de 1906 que "nosso único provável inimigo é a Alemanha. A Alemanha sempre mantém toda sua Frota concentrada a algumas horas da Inglaterra. Assim devemos manter uma Frota duas vezes mais poderosa concentrada a algumas horas da Alemanha".

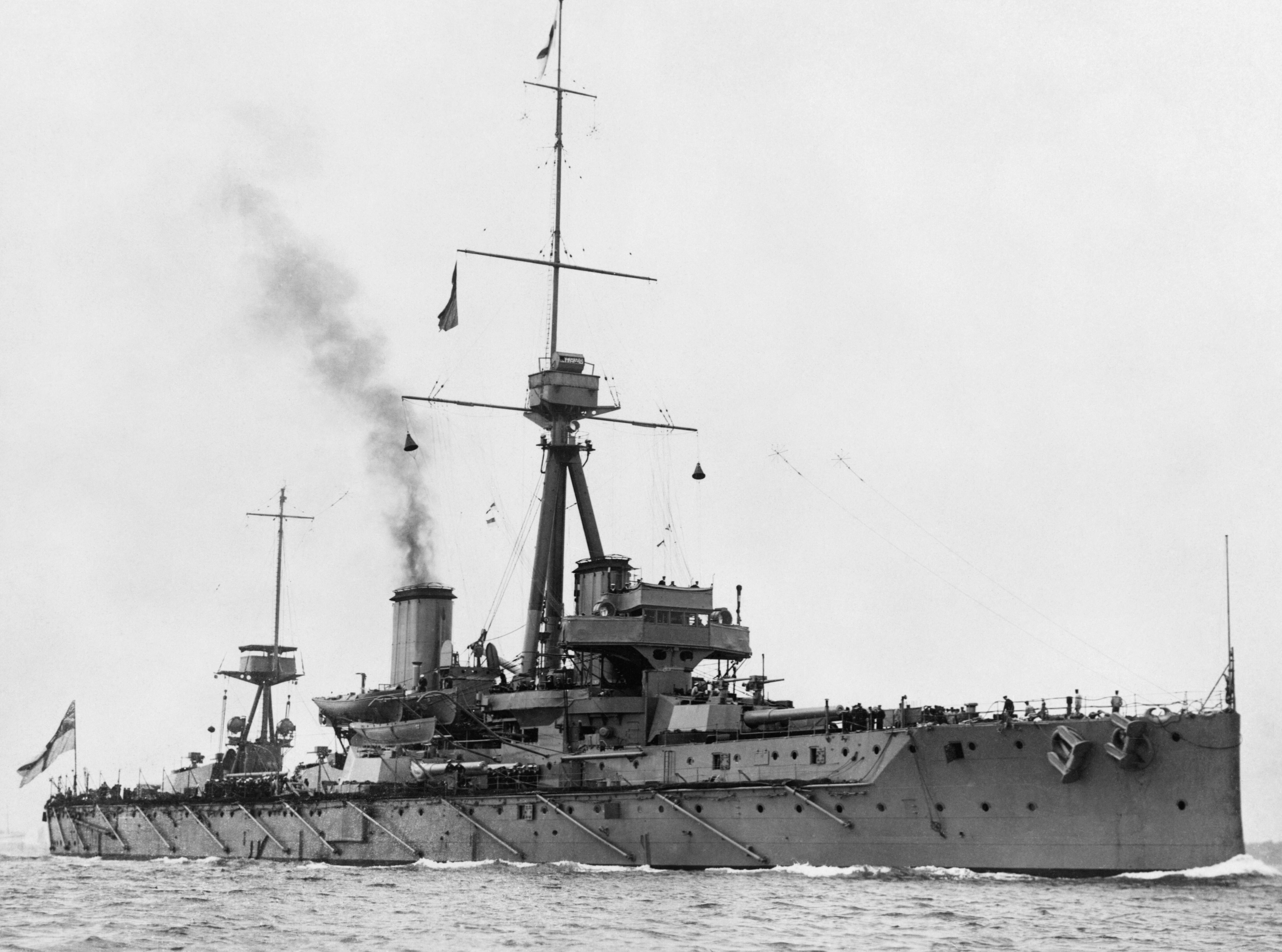
O HMS Dreadnought, que revolucionou a construção de couraçados ao ser lançado e modificou os planos navais alemães.

O maior golpe contra o plano de Tirpitz ocorreu em fevereiro de 1906 com o lançamento do couraçado britânico HMS Dreadnought. Esta nova embarcação era armada com uma bateria principal de dez canhões de trezentos milímetros, sendo consideravelmente mais poderoso do que qualquer outro navio de guerra no mundo na época. Embarcações capazes de enfrentar o Dreadnought em batalha precisariam ser significativamente maiores que os agora antigos pré-dreadnought, algo que aumentou os custos e exigia a dragagem de canais e portos para que fossem acomodados. O orçamento naval alemão já estava quase no fim; Tirpitz teria de abandonar seus planos de desafiar o Reino Unido caso não conseguisse mais dinheiro. Assim, ele foi diante do Reichstag em maio de 1906 para pedir um financiamento maior. A Primeira Emenda à Segunda Lei Naval foi aprovada em 19 de maio e proporcionava orçamento para novos couraçados e dragagem necessária devido seus tamanhos maiores.
O Reichstag aprovou em março de 1908 a Segunda Emenda à Segunda Lei Naval para garantir um bilhão de marcos adicionais para cobrir os custos cada vez maiores dos couraçados. A lei também reduziu a vida de serviço dos navios de 25 para vinte anos, algo que permitiu que Tirpitz substituísse mais cedo as embarcações mais antigas. Uma terceira e última emenda foi aprovada em maio de 1912 e representava um meio termo entre o almirante e os moderados do parlamento. Ela autorizava mais três novos couraçados e dois cruzadores rápidos. A emenda ditava que a Frota de Alto-Mar fosse composta por três esquadras de oito couraçados cada, uma esquadra de oito cruzadores de batalha e dezoito cruzadores rápidos. Duas esquadras de oito navios seriam colocadas na reserva, junto com dois cruzadores blindados e doze cruzadores rápidos. Quando a Primeira Guerra Mundial começou para a Alemanha em agosto de 1914, apenas uma das esquadras de oito couraçados, a I Esquadra de Batalha, tinha sido formada com os navios das Classes Nassau e Helgoland. A III Esquadra de Batalha, que incluía os quatro couraçados da Classe Kaiser, só foi completada no começo de 1915 quando as embarcações da Classe König entraram em serviço. Como resultado, a II Esquadra de Batalha permaneceu composta por pré-dreadnoughts até 1916.
Antes da aprovação da emenda de 1912, o Reino Unido e Alemanha tentaram alcançar um meio-termo através de uma missão liderada por Richard Haldane, o Secretário de Estado da Guerra britânico. Esta terminou em fracasso e a lei de 1912 foi anunciada pouco depois. Os alemães sabiam desde pelo menos 1911 que a Marinha Real tinha abandonado a ideia de uma batalha decisiva contra a Marinha Imperial, em vez disso sendo a favor de um bloqueio distante das entradas do Mar do Norte, algo que o Reino Unido podia facilmente fazer por sua localização geográfica. Disto surgiu a possibilidade de que a frota alemã não seria capaz de forçar uma batalha nos seus próprios termos, o que a deixaria militarmente inútil. Os britânicos realmente adotaram essa estratégia assim que a guerra começou. Isto, mais as ordens do imperador, que preferia manter a frota intacta para usá-la como barganha em caso de negociações de paz, fez com que a capacidade da Frota de Alto-Mar de afetar a situação militar fosse reduzida drasticamente.

## Estratégia

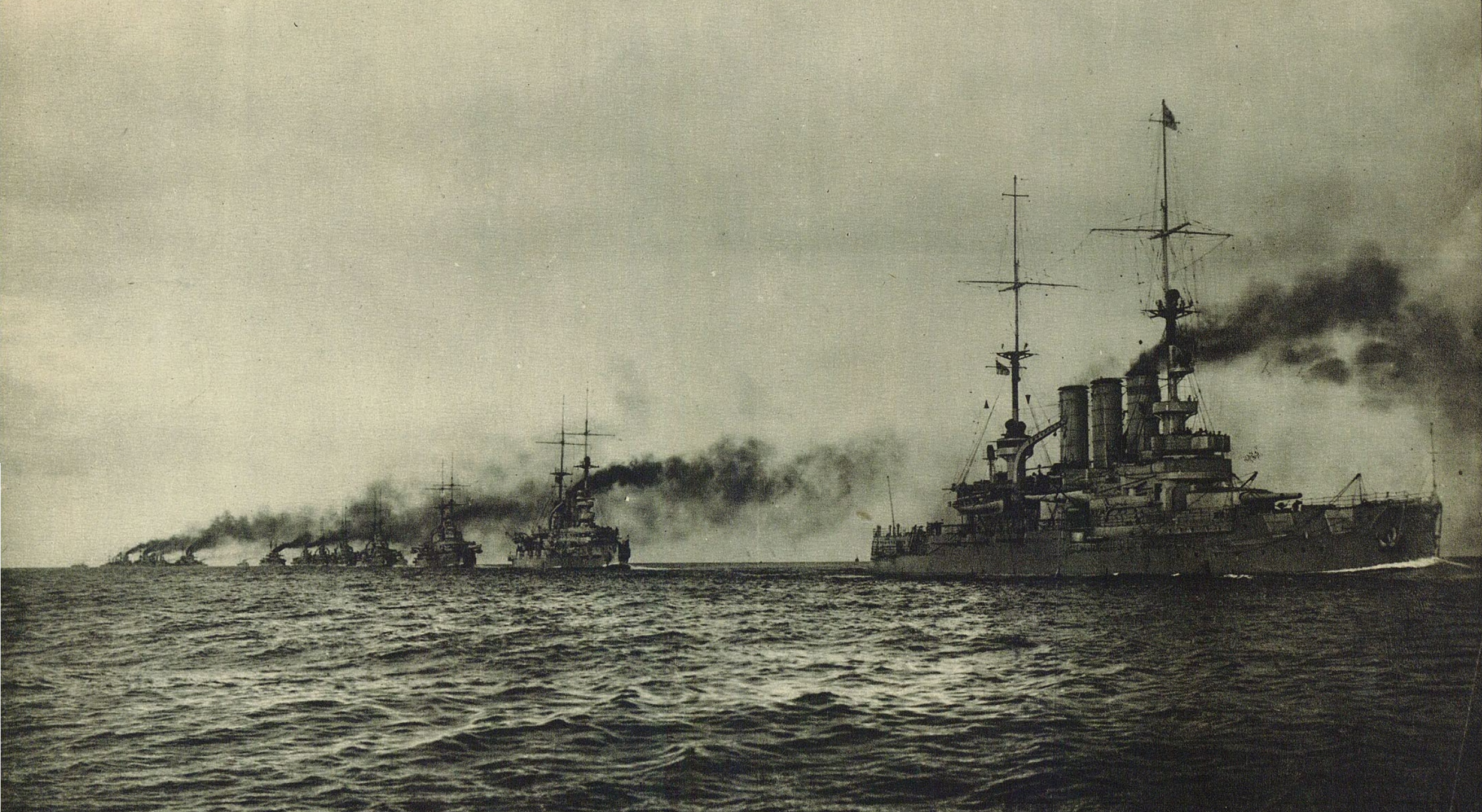
A Frota de Alto-Mar antes da guerra.

O planejamento pré-guerra da Marinha Imperial mantinha que o Reino Unido montaria um ataque direto contra a costa alemã a fim de derrotar a Frota de Alto-Mar ou estabelecer um bloqueio próximo. Ambos os casos permitiriam que os alemães diminuíssem a superioridade numérica da Grande Frota com u-boots e torpedeiros. A Frota de Alto-Mar então atacaria a frota britânica assim que uma igualdade próxima de forças fosse alcançada. Implícito na estratégia de Tirpitz estava a presunção de que os navios da Alemanha eram mais bem projetados, tinham tripulações mais bem treinadas e seriam empregados com táticas superiores. Além disso, ele presumiu que os britânicos não seriam capazes de concentrar sua frota no Mar do Norte pelas exigências de se manter um império global. Os alemães assim poderiam atacar a Marinha Real no começo de um conflito possuindo superioridade local.
Entretanto, os britânicos não acomodaram as projeções de Tirpitz; Fisher, desde sua nomeação como Primeiro Lorde do Mar em 1904, iniciou uma grande reorganização da Marinha Real. Ele concentrou a força de couraçados britânicos em águas domésticas, iniciou a revolução do Dreadnought e introduziu treinamentos rigorosos para todos os marinheiros e oficiais. O Reino Unido firmou em 1912 um acordo de defesa com a França que permitia que os britânicos se concentrassem no Mar do Norte enquanto os franceses defendiam o Mar Mediterrâneo. Pior ainda para os alemães, os britânicos passaram a desenvolver uma estratégia de um bloqueio distante da Alemanha. Isto tirou a habilidade das embarcações alemães menores diminuírem a superioridade britânica de números e praticamente invalidou os planejamentos navais da Alemanha antes do início da Primeira Guerra Mundial.

## Logísticas e pessoal

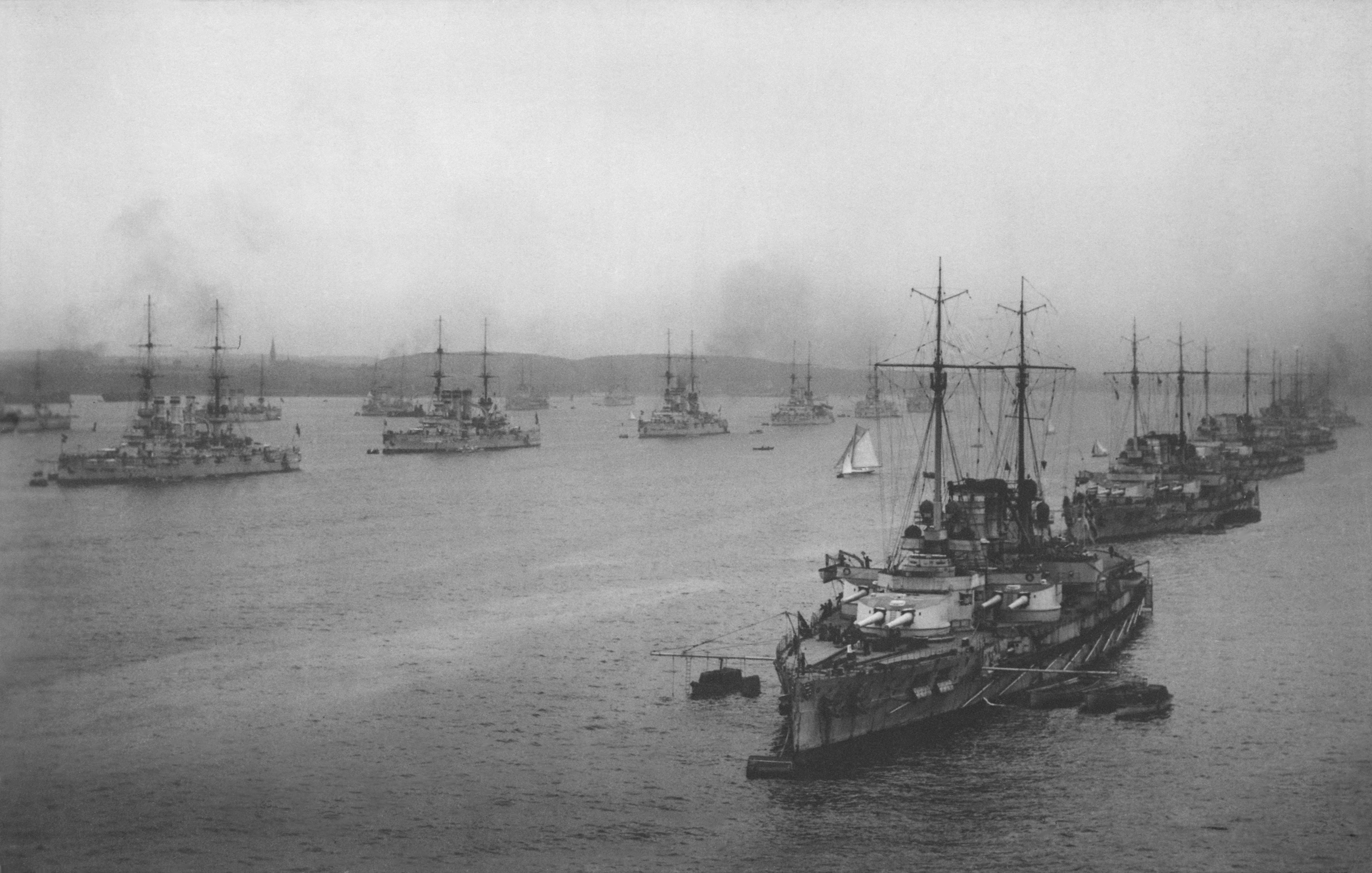
A I e II Esquadras da Frota de Alto-Mar em Kiel.

A principal base no Mar do Norte para a Frota de Alto-Mar era Wilhelmshaven, no lado ocidental da Angra de Jade. O porto de Cuxhaven localizado na foz do Rio Elba também era uma base importante no Mar do Norte. A ilha da Heligolândia proporcionava uma posição fortificada avançada na Angra da Alemanha. Kiel era a base mais importante no Mar Báltico, que apoiava as bases avançadas em Pillau e Danzig. O Canal Imperador Guilherme em Schleswig-Holstein conectava o Mar do Norte com o Báltico e permitia que a Marinha Imperial rapidamente passasse suas forças de um mar para o outro. Todos os navios ativos na frota ficavam, em tempos de paz, estacionados em Wilhelmshaven, Kiel ou Danzig. A Alemanha só possuía uma única base em outro país, na Baía de Kiauchau na China, onde ficava a Esquadra da Ásia Oriental.
Navios a vapor da época, que queimavam carvão como combustível para as caldeiras, naturalmente eram dependentes de estações de reabastecimento em portos amigos. A Marinha Imperial não tinha bases ultramarinas suficientes para operações mais longas, mesmo para embarcações únicas atuando como corsários. A marinha testou em 1907 um dispositivo para transferir carvão de carvoeiros aos navios de guerra em alto-mar, porém essa prática não foi colocada em uso geral. Mesmo assim, os maiores navios alemães tinham um alcance de quatro mil milhas náuticas (7 400 quilômetros), mais do que o suficiente para operar no Oceano Atlântico.
Em 1897, o ano em que Tirpitz assumiu o cargo de Secretário de Estado do Escritório da Marinha, a Marinha Imperial era formada por aproximadamente 26 mil oficiais, suboficiais e marinheiros de várias patentes, ramos e posições. Esse número cresceu significantemente até o início da Primeira Guerra, chegando em por volta de oitenta mil oficiais, suboficiais e marinheiros. Os navios maiores eram tipicamente comandados por um capitão em mar ou por um capitão de corveta. Cada uma dessas embarcações normalmente tinha tripulações de mais de mil homens, enquanto os cruzadores rápidos costumavam ter tripulações que ficavam entre trezentos e 550 pessoas. A frota de barcos torpedeiros tinha tripulações de por volta de oitenta a cem homens, porém classes mais modernas aproximavam-se de duzentos.

## História

### Tempos de paz

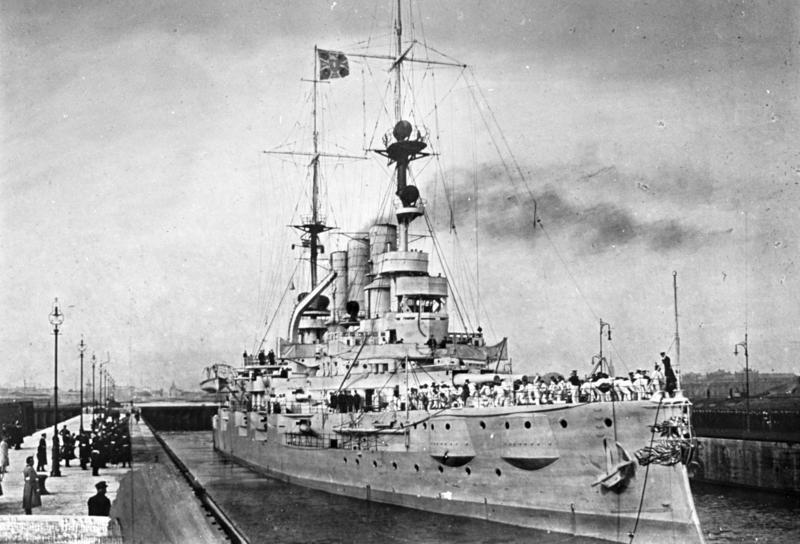
O SMS Deutschland, a primeira capitânia da Frota de Alto-Mar.

Um número suficientes de couraçados, das Classes Braunschweig e Deutschland, já tinham sido construídos até o começo de 1907 para permitir a criação de uma segunda esquadra. Guilherme II renomeou a Frota Doméstica em 16 de fevereiro de 1907 para Frota de Alto-Mar. O almirante príncipe Henrique da Prússia, irmão mais novo do imperador, tornou-se o primeiro comandante da nova frota, com sua capitânia sendo o SMS Deutschland. A Frota de Alto-Mar realizou um padrão de rotinas de exercícios de treinamento durante os tempos de paz, com embarcações individuais, esquadras e com a frota combinada no decorrer do ano. Toda a frota realizava vários cruzeiros para o Oceano Atlântico e para o Mar Báltico. O príncipe foi substituído no final de 1909 pelo vice-almirante Henning von Holtzendorff, que serviu na posição até abril de 1913. O vice-almirante Friedrich von Ingenohl sucedeu Holtzendorff no comando e liderou a Frota de Alto-Mar nos primeiros meses da Primeira Guerra Mundial. Pouco antes disso em 2 de março de 1913, o SMS Friedrich der Grosse substituiu o Deutschland como capitânia.
A Frota de Alto-Mar começou mais um de seus cruzeiros de verão para a Noruega em 13 de julho de 1918, mesmo com as tensões internacionais cada vez maiores devido o assassinato do arquiduque Francisco Fernando da Áustria em 28 de junho. Este foi o último cruzeiro da Marinha Imperial em tempos de paz, com a frota realizando exercícios perto de Skagen na Dinamarca antes de seguirem em 25 de julho para os fiordes noruegueses. A frota começou a retornar de volta para a Alemanha no dia seguinte, resultado do ultimato emitido pela Áustria-Hungria contra a Sérvia. Toda a frota reuniu-se no dia 27 perto de Cabo Skudenes antes de retornarem para casa, onde todas as embarcações permaneceram em estado de alerta. A guerra entre a Áustria-Hungria e a Sérvia começou logo no dia seguinte e, em questão de uma semana, todas as outras potências europeias também entraram no conflito.

### Primeira Guerra Mundial

#### Primeiros anos

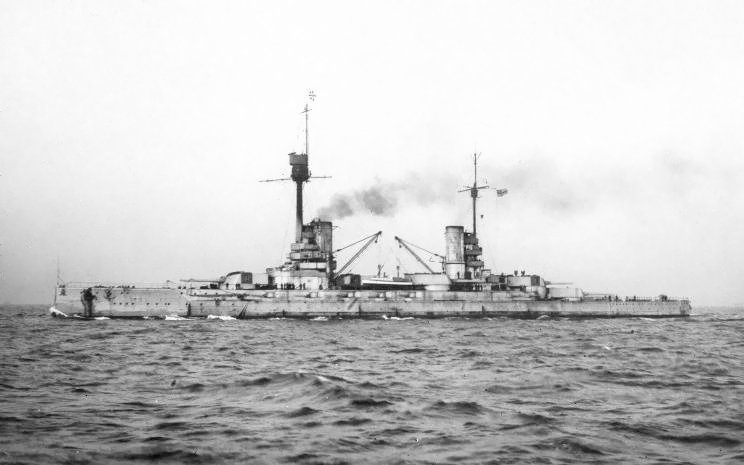
O SMS Friedrich der Grosse, a segunda capitânia da Frota de Alto-Mar.

A Frota de Alto-Mar realizou várias varreduras e avanços no Mar do Norte. O primeiro ocorreu entre os dias 2 e 3 de novembro de 1914, porém não encontraram nenhuma força britânica. Ingenohl adotou uma estratégia em que os cruzadores de batalha do I Grupo de Patrulha do contra-almirante Franz Hipper atacavam cidades costeiras do Reino Unido com o objetivo de atrair partes da Grande Frota até locais em que poderiam ser destruídas. O ataque a Scarborough, Hartlepool e Whitby nos dias 15 e 16 de dezembro foi a primeira operação desse tipo. A frota alemã de doze couraçados e oito couraçados pré-dreadnought chegou a estar a dez milhas náuticas (dezenove quilômetros) de uma esquadra isolada de seis couraçados britânicos em 15 de dezembro. Entretanto, conflitos entre contratorpedeiros na escuridão convenceu Ingenohl que ele estava enfrentando toda a Grande Frota. Ele tinha ordens do imperador de evitar arriscar a frota desnecessariamente, assim decidiu recuar e voltar de volta para a Alemanha.
O cruzador blindado SMS Blücher foi perdido na Batalha do Banco Dogger em 24 de janeiro de 1915, com o imperador tirando Ingenohl de seu posto em 2 de fevereiro. O almirante Hugo von Pohl foi nomeado para substituí-lo no comando da frota. Pohl fez uma série de avanços com a frota em 1915 em direção do Mar do Norte; o primeiro foi em 29 e 30 de março, em que a frota partiu para o norte de Terschelling nos Países Baixos e retornou sem incidentes. Outro ocorreu entre os dias 17 e 18 de abril, quando a frota deu cobertura para uma operação de colocação de minas pelo II Grupo de Patrulha. A Frota de Alto-Mar avançou três dias depois em 21 e 22 de abril para o Banco Dogger, porém novamente não encontrou forças britânicas. Uma nova incursão ocorreu entre os dias 29 e 30 de maio, quando a frota avançou até Schiermonnikoog antes de voltar por conta do clima ruim. A frota partiu em 10 de agosto para o norte da Heligolândia com o objetivo de cobrir o retorno do cruzador auxiliar SMS Meteor. A frota protegeu mais uma operação de colocada de minas no Banco Swarte um mês depois em 11 e 12 de setembro. A última operação do ano aconteceu entre 23 e 24 de outubro, sendo um avanço sem resultados em direção ao Recife Horns.
O vice-almirante Reinhard Scheer tornou-se o comandante da Frota de Alto-Mar em 18 de janeiro de 1916, substituindo Pohl que estava muito doente para continuar no cargo. Scheer era a favor de uma política naval muito mais agressiva do que seu predecessor, também defendendo maior uso de u-boots e zepelins em ataques coordenados contra a Grande Frota. Ele recebeu autorização do imperador em fevereiro para poder levar a diante suas intenções. Scheer ordenou que a frota realizasse varreduras no Mar do Norte nos dias 26 de março, 2 e 3 de abril e entre 21 e 22 de abril. Os cruzadores de batalha realizaram mais um ataque contra a costa britânica em Great Yarmouth e Lowestoft nos dias 24 e 25 de abril, durante o qual a frota proporcionou apoio distante. O vice-almirante planejou um novo ataque para meados de maio, porém o cruzador de batalha SMS Seydlitz bateu em uma mina durante a operação anterior e os trabalhos de reparo forçaram Scheer a adiar a ação até o final do mês.

#### Batalha da Jutlândia

Mapa mostrando os principais movimentos da Batalha da Jutlândia em 1916. Os alemães são mostrados em vermelho enquanto os britânicos em azul.

A frota de Scheer, composta por dezesseis couraçados, seis couraçados pré-dreadnought, seis cruzadores rápidos e 31 barcos torpedeiros, partiram da Angra de Jade em direção do Mar do Norte na manhã do dia 31 de maio. A frota navegou em conjunto com os cinco cruzadores de batalha e cruzadores e torpedeiros de apoio comandados por Hipper. A seção de criptoanálise da Marinha Real interceptou e decodificou transmissões de rádio alemãs que continham planos para a operação. O Almirantado ordenou que a Grande Frota, totalizando 28 couraçados e nove cruzadores de batalha, realizasse uma incursão na noite anterior para poder cortar e destruir a Frota de Alto-Mar.
As duas forças de cruzadores de batalha se encontraram às 16h00min e começaram a disparar uma contra a outra enquanto seguiam para o sul, em direção da frota de batalha de Scheer. Os cruzadores de batalha comandados pelo vice-almirante sir David Beatty viraram para o norte a fim de atrair os alemães em direção da Grande Frota, sob o comando do almirante sir John Jellicoe, que rapidamente aproximava-se. Os navios na dianteira de Scheer, durante a corrida para o norte, enfrentaram os couraçados da Classe Queen Elizabeth pertencentes a 5ª Esquadra de Batalha. A Grande Frota chegou às 18h30min e foi empregada em uma posição para cruzar o "T" de Scheer a partir do nordeste. O almirante alemão, a fim de tirar seus navios da posição desvantajosa, ordenou que sua frota virasse para o sudoeste. Scheer decidiu realizar outra manobra às 18h55min para lançar um ataque contra a frota britânica.
Esta manobra colocou a frota alemã novamente em uma posição perigosa; Jellicoe tinha virado seus navios para o sul e novamente cruzou o "T" de Scheer. Os alemães viraram mais uma vez, com os cruzadores de batalha danificados de Hipper atirando na linha britânica para poderem cobrir a retirada. Scheer então ordenou que a frota assumisse a formação de cruzamento noturno, que foi completada às 23h40min. Uma série de confrontos ferozes se seguiram entre os couraçados de Scheer e a linha de contratorpedeiros de Jellicoe, porém os alemães conseguiram atravessar os contratorpedeiros e seguir para o Recife Horns. A Frota de Alto-Mar alcançou a Angra de Jade entre às 13h00min e 14h45min do dia 1º de junho. Scheer ordenou que os couraçados intactos da I Esquadra de Batalha assumissem posições defensivas enquanto os couraçados da Classe Kaiser deveriam manter-se em estado de prontidão fora de Wilhelmshaven. A Frota de Alto-Mar afundou mais navios britânicos do que a Grande Frota afundou alemães, porém seus principais couraçados foram muito danificados. Vários dos navios principais, incluindo o SMS König, que fora a primeira embarcação da linha, e a maioria dos cruzadores de batalha, foram para docas secas por pelo menos dois meses a fim de passarem por reparos. Os britânicos tinham 24 navios grandes em condição de combate após a batalha, enquanto os alemães possuíam apenas dez.

#### Outras operações

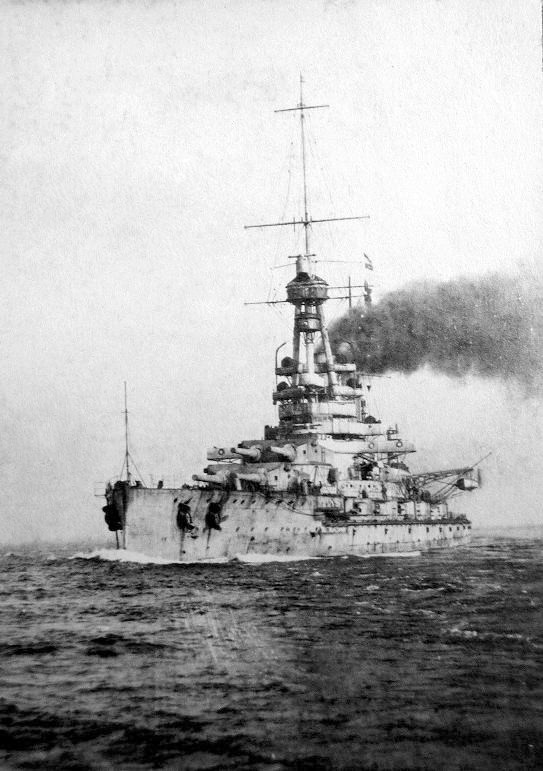
O SMS Baden, a terceira capitânia da Frota de Alto-Mar.

Navios de guerra suficientes já tinham sido reparados até agosto para permitir que Scheer realizasse outra operação entre os dias 18 e 19. Como o Seydlitz e o SMS Derfflinger tinham sido muito danificados e o SMS Lützow foi perdido na Jutlândia, os únicos cruzadores de batalha disponíveis para eram o SMS Von der Tann e o SMS Moltke, que juntaram-se aos couraçados SMS Markgraf, SMS Grosser Kürfust e o recém-comissionado SMS Bayern. Scheer foi para o norte depois de receber um relatório falso de um zepelim afirmando que havia uma unidade britânica na área. O bombardeamento dessa forma não ocorreu e os alemães foram avisados às 14h35min que a Grande Frota se aproximava, assim eles recuaram de volta para a Alemanha. Outra incursão ocorreu em 18 e 19 de outubro de 1916 a fim de atacar navios de carga ao oeste do Banco Dogger. A Grande Frota não tentou interceptá-los, mesmo tendo sido avisada com antecedência pela inteligência naval. A operação precisou ser cancelada pelo clima ruim depois do cruzador rápido SMS München ter sido torpedeado pelo submarino HMS E38. A frota foi reorganizada em 1º de dezembro; os quatro couraçados da Classe König permaneceram na III Esquadra junto com o Bayern, enquanto as quatro embarcações da Classe Kaiser foram transferidas para a IV Esquadra. O novo couraçado SMS Baden, construído para ser a nova capitânia, entrou em serviço em março de 1917; Scheer transferiu sua bandeira do Friedrich der Grosse para o Baden no dia 17 do mesmo mês.
A guerra então já estava em seu quarto ano em 1917 e as tripulações dos navios da Frota de Alto-Mar estavam começando a serem afetadas. Atos de resistência passiva passaram a surgir, como a divulgação de slogans antiguerra nos couraçados SMS Oldenburg e SMS Posen em janeiro de 1917. Os marinheiros começaram a realizar formas mais ativas de resistência por volta de junho e julho. Estas atividades incluíam recusar-se a trabalhar, greves de fome e licenças não autorizadas para fora dos navios. Essas perturbações chegaram em um pico em agosto, quando uma série de protestos, discursos antiguerra e demonstrações terminaram com a prisão de vários homens. Scheer ordenou o aprisionamento de mais de duzentos marinheiros do SMS Prinzregent Luitpold, o epicentro das atividades antiguerra. Seguiram-se uma série de cortes marciais que resultaram em 77 vereditos de culpado; nove homens foram sentenciados à morte, porém apenas dois, Albin Köbis e Max Reichpietsch, realmente foram executados em 5 de setembro.

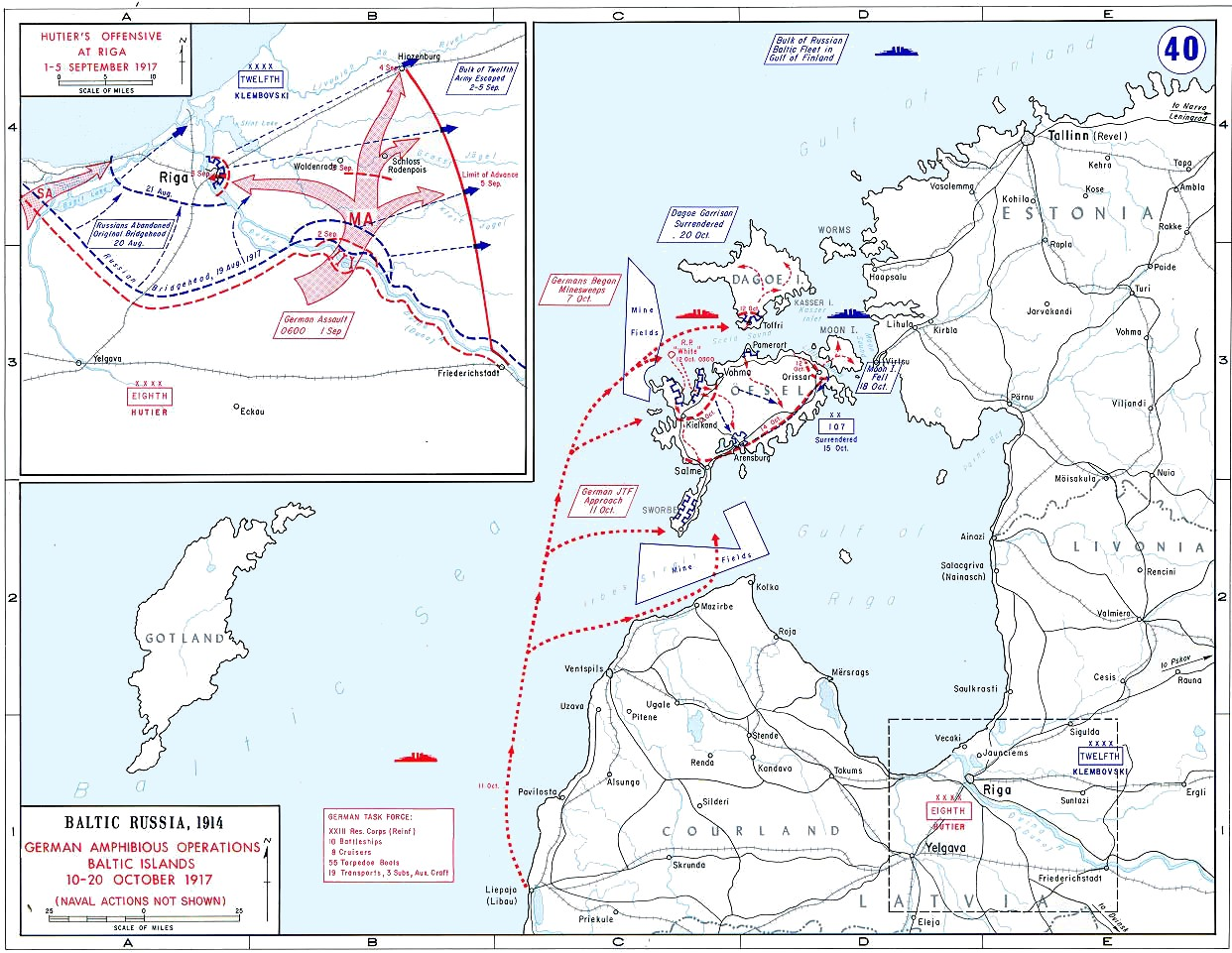
Mapa da movimentação da frota alemã durante a Operação Albion.

A Alemanha conseguiu no início de setembro conquistar o porto russo de Riga, com a Marinha Imperial decidindo eliminar as forças navais russas que ainda mantinham o Golfo de Riga. O Alto Comando da Marinha planejou uma ação que recebeu o nome de Operação Albion e que tinha o objetivo de tomar a ilha báltica de Ösel, especificamente as baterias russas na Península de Sõrve. A ordem foi emitida em 18 de setembro para uma operação conjunta com o exército a fim de capturar as ilhas de Ösel e Moon. O principal componente naval seria composto pela capitânia Moltke e a III e IV Esquadras de Batalha da Frota de Alto-Mar. A operação começou em 12 de outubro, quando o Moltke e a III Esquadra enfrentaram as posições russas na Baía de Tagga, ao mesmo tempo que a IV Esquadra bombardeou as baterias russas em Ösel e Sõrve. A luta nas ilhas estava chegando ao fim em 20 de outubro: Moon, Ösel e Dagö já estavam sob controle alemão. O Alto Comando da Marinha tinha ordenado no dia anterior que todas as operações navais fossem cessadas e que os couraçados da Frota de Alto-Mar retornassem o mais rápido possível.
Scheer começou a usar cruzadores rápidos para atacar comboios britânicos que iam para a Noruega a partir do final de 1917. Dessa forma, a Marinha Real destacou uma esquadra de couraçados para proteger esses comboios, o que apresentou aos alemães a possibilidade de destruir uma parte da Grande Frota. A operação teria os cruzadores de batalha de Hipper atacando o comboio e suas escoltas em 23 de abril enquanto os couraçados da Frota de Alto-Mar ficariam dando apoio. A frota alemã reuniu-se na Angra de Jade perto de Wilhelmshaven no dia 22 e partiram na manhã seguinte. Eles conseguiram chegar na rota do comboio sem serem detectados, porém a operação falhou por inteligência ruim. Relatórios dos u-boots indicaram que os comboios partiam no começo e metade de cada semana, porém um comboio para o Reino Unido tinha deixado Bergen na terça-feira dia 22, enquanto um na direção da Noruega sairia Methil na quinta-feira, 24 de abril. Consequentemente não havia comboio para Hipper atacar. Beatty partiu atrás dos alemães com uma força de 31 couraçados e quatro cruzadores de batalha, porém tarde demais para alcançá-los em retirada. Os alemães alcançaram seus campos minados defensivos na manhã de 25 de abril, porém mesmo assim o Moltke foi torpedeado pelo submarino HMS E42 aproximadamente 74 quilômetros da Heligolândia; ele mesmo assim conseguiu retornar para o porto.

### Internamento em Scapa Flow

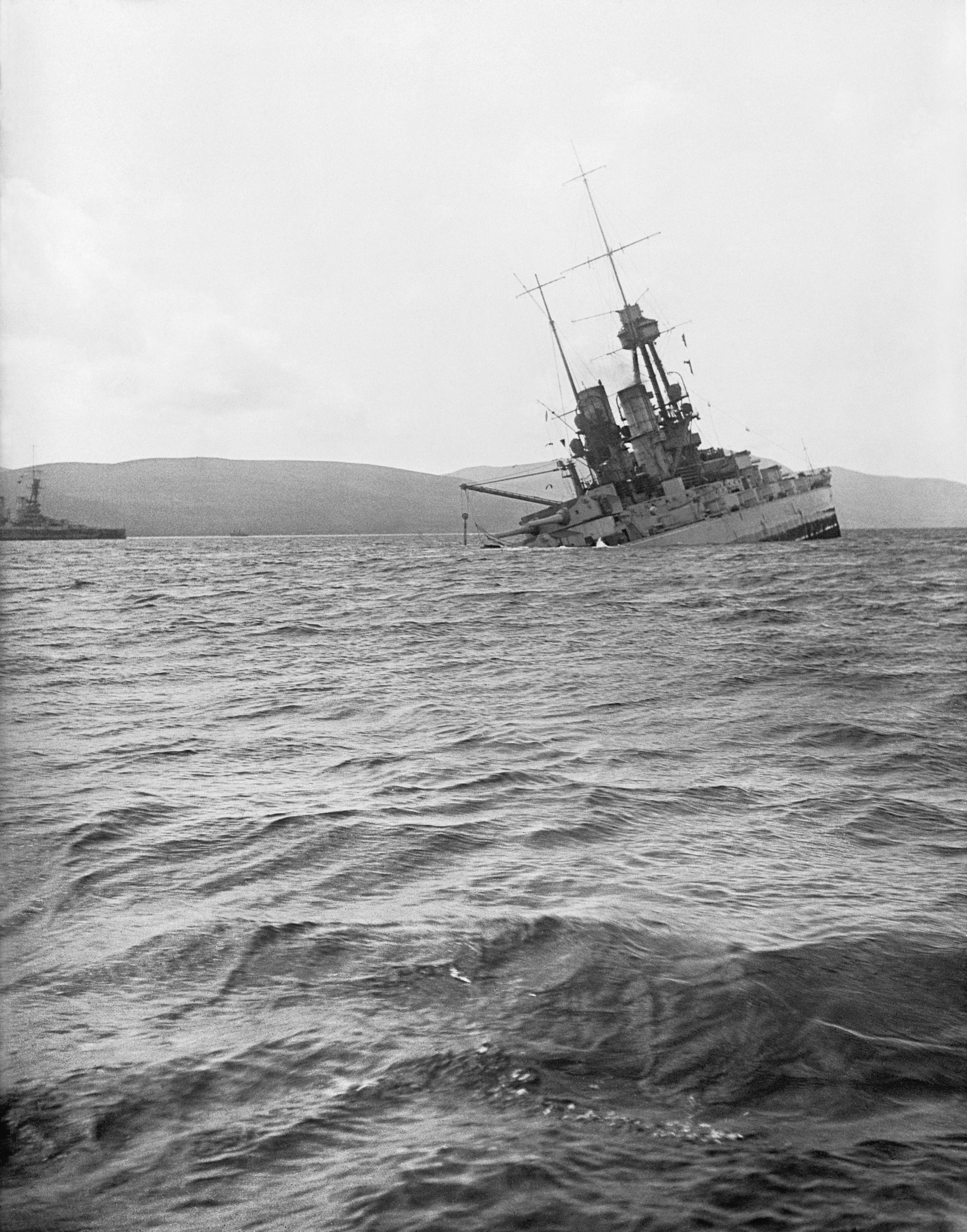
O SMS Bayern afundando em Scapa Flow em 21 de junho de 1919.

Scheer foi promovido a Chefe do Estado Naval em agosto de 1918 e Hipper o substituiu como comandante da Frota de Alto-Mar. Uma última ação foi planejada para o final de outubro de 1918, dias antes da assinatura do Armistício de Compiègne. A maior parte da Frota de Alto-Mar deveria sair de sua base em Wilhelmshaven e enfrentar a Grande Frota. Scheer queria infligir o máximo de dano possível contra os britânicos, dessa forma podendo deixar a Alemanha em melhor posição de barganha nas negociações, não importando as perdas de sua própria frota. Entretanto, muitos dos marinheiros veteranos acharam que a operação iria atrapalhar o processo de paz e prolongar a guerra. A ordem para partir de Wilhelmshaven no dia seguinte foi emitida na manhã do dia 29 de outubro. Marinheiros a bordo do SMS Thüringen se amotinaram durante a noite e logo outras tripulações fizeram o mesmo. O tumulto forçou Hipper e Scheer cancelarem a operação. O imperador, ao ser informado da situação, exclamou "Não tenho mais uma marinha".
A maior parte da Frota de Alto-Mar, sob o comando do contra-almirante Ludwig von Reuter, que sucedeu Hipper, foi internada na base naval britânica de Scapa Flow nas Ilhas Órcades, Escócia, após a rendição da Alemanha em novembro de 1918. O almirante Adolf von Trotha, antes da partida da frota alemã, deixou claro para Reuter que ele não poderia, sob qualquer circunstância, permitir que os Aliados tomassem os navios. A frota encontrou-se com o cruzador rápido britânico HMS Cardiff de Beatty, que os levou até uma frota Aliada que por sua vez os escoltou até Scapa Flow. A enorme flotilha era formada por aproximadamente 370 navios de guerra britânicos, franceses e norte-americanos. As embarcações alemãs, assim que foram internadas, tiveram suas armas desabilitadas através da remoção de seus ferrolhos, com suas tripulações sendo gradualmente reduzidas com o passar dos meses.
A frota permaneceu internada no decorrer das negociações que produziram o Tratado de Versalhes. Reuter acreditava que os britânicos tomariam os navios em 21 de junho de 1919, o prazo original para a Alemanha assinar o acordo de paz. O contra-almirante, não sabendo que o prazo fora estendido para 23 de junho, ordenou que as embarcações fossem preparadas para serem deliberadamente afundadas. A frota britânica de vigia deixou Scapa Flow no dia 21 para realizar treinamentos, com Reuter transmitindo suas ordens de afundamento às 11h20min. Dos 74 navios, apenas um couraçado, três cruzadores rápidos e dezoito contratorpedeiros foram salvos por marinheiros britânicos e encalhados antes de afundarem. A Marinha Real inicialmente foi contra operações de salvamento, porém depois permitiu que empresas privadas tentassem levantar os navios para desmonte. A Cox & Danks, do empresário Ernest Cox, cuidou da maior parte das operações de recuperação, incluindo das embarcações mais pesadas. Cox abandonou o trabalho na década de 1930 por perdas financeiras, com a Alloa Shipbreaking assumindo os trabalhos e recuperando os navios restantes. Entretanto, os destroços de sete embarcações permanecem até hoje no fundo de Scapa Flow por terem afundado em águas muito profundas.

## Legado
A Frota de Alto-Mar, particularmente sua imponência durante a guerra e destino final, muito influenciaram as marinhas alemães sucessoras, a Reichsmarine e a Kriegsmarine. Antigos oficiais da Marinha Imperial continuaram a servir nas instituições subsequentes, incluindo o grande almirante Erich Raeder, ex-chefe de gabinete de Hipper, que tornou-se o comandante em chefe da Reichsmarine e Kriegsmarine. Raeder era defensor do ataque a longas distâncias de embarcações comerciais por frotas de superfície, em vez de construir uma enorme frota a fim de desafiar a Marinha Real, algo que ele enxergava como uma tentativa inútil. Sua versão inicial para o Plano Z, o programa de construção da Kriegsmarine na década de 1930, pediu por um grande número de cruzadores pesados da Classe P, cruzadores rápidos de longa distância e forças de reconhecimento para atacar navios comerciais, porém isto foi rejeitado por Adolf Hitler, que defendia a criação de uma grande frota de couraçados semelhante à Frota de Alto-Mar.

### Citações
1. ↑   Herwig 1980, p. 33
2. ↑   Herwig 1980, p. 35
3. 1 2   Herwig 1980, p. 36
4. ↑   Sondhaus 2001, pp. 160–161
5. ↑   Padfield 2005, p. 45
6. 1 2 3   Gardiner & Gray 1984, p. 134
7. ↑   Herwig 1980, p. 42
8. ↑   Padfield 2005, p. 94
9. ↑   Herwig 1980, pp. 48–49
10. ↑   Herwig 1980, p. 49
11. ↑   Herwig 1980, p. 50
12. ↑   Herwig 1980, pp. 56–57
13. ↑   Gardiner & Gray 1984, p. 135
14. ↑   Gardiner & Gray 1984, pp. 145–147
15. ↑   Gardiner & Gray 1984, p. 141
16. ↑   Gardiner & Gray 1984, pp. 135–136
17. ↑   Tarrant 1995, p. 21
18. ↑   Herwig 1980, pp. 36–37
19. ↑   Herwig 1980, p. 92
20. ↑   Herwig 1980, p. 79
21. ↑   Lambert 2012, p. 39
22. 1 2   Herwig 1980, pp. 149–150
23. ↑   Halpern 1995, p. 10
24. ↑   Halpern 1995, p. 182
25. ↑   Halpern 1995, p. 179
26. 1 2   Herwig 1980, p. 114
27. ↑   Herwig 1980, pp. 104–105
28. ↑   Halpern 1995, p. 66
29. ↑   Halpern 1995, p. 67
30. ↑   Industrial Magazine 1907
31. 1 2   Gröner 1990, pp. 23–28, 52–56
32. ↑   Staff 2006, p. 15
33. ↑   Staff 2010b, pp. 10–11
34. ↑   Staff 2010a, p. 8
35. ↑   Herwig 1980, p. 111
36. ↑   Gröner 1990, pp. 104–115
37. ↑   Gardiner & Gray 1984, pp. 164–172
38. 1 2   Herwig 1980, p. 45
39. ↑   Staff 2010a, p. 7
40. ↑   Staff 2010a, pp. 7–8
41. ↑   Herwig 1980, p. 262
42. 1 2   Staff 2010b, p. 14
43. ↑   Heyman 1997, p. xix
44. ↑   Tarrant 1995, p. 31
45. ↑   Tarrant 1995, pp. 31–33
46. ↑   Tarrant 1995, pp. 43–44
47. 1 2 3   Staff 2010b, p. 15
48. ↑   Sweetman 1997, p. 394
49. ↑   Tarrant 1995, p. 50
50. ↑   Staff 2010b, p. 11
51. ↑   Tarrant 1995, p. 58
52. ↑   Tarrant 1995, p. 62
53. ↑   Tarrant 1995, pp. 63–64
54. ↑   Campbell 1998, p. 34
55. ↑   Bennet 2006, p. 73
56. ↑   Tarrant 1995, p. 116
57. ↑   Tarrant 1995, p. 153
58. ↑   Tarrant 1995, p. 165
59. ↑   Bennett 2006, p. 106
60. ↑   Tarrant 1995, pp. 177–181
61. ↑   Campbell 1998, p. 275
62. ↑   Campbell 1998, p. 274
63. ↑   Tarrant 1995, p. 263
64. ↑   Halpern 1995, p. 327
65. ↑   Staff 2010b, p. 35
66. ↑   Massie 2003, p. 683
67. ↑   Beesly 1984, p. 167
68. ↑   Halpern 1995, p. 214
69. ↑   Staff 2010b, p. 43
70. ↑   Woodward 1973, pp. 66–67
71. ↑   Woodward 1973, pp. 70–72
72. ↑   Woodward 1973, pp. 72–73
73. ↑   Woodward 1973, p. 77
74. ↑   Halpern 1995, p. 213
75. ↑   Halpern 1995, pp. 214–215
76. ↑   Halpern 1995, p. 215
77. ↑   Halpern 1995, p. 219
78. ↑   Halpern 1995, p. 418
79. ↑   Halpern 1995, p. 419
80. ↑   Halpern 1995, p. 420
81. ↑   Philbin III 1982, pp. 139–140
82. ↑   Tarrant 1995, pp. 280–281
83. ↑   Tarrant 1995, pp. 281–282
84. 1 2   Tarrant 1995, p. 282
85. ↑   Herwig 1980, p. 252
86. 1 2   Herwig 1980, p. 256
87. ↑   Herwig 1980, pp. 254–255
88. ↑   Herwig 1980, p. 255
89. ↑   van der Vat 1986, p. 199
90. ↑   van der Vat 1986, pp. 200–210
91. ↑   van der Vat 1986, pp. 210–214
92. ↑   Gardiner & Chesneau 1980, pp. 218–220